# Leptanilla swani
Leptanilla swani är en myrart som beskrevs av Wheeler 1932. Leptanilla swani ingår i släktet Leptanilla och familjen myror. Inga underarter finns listade i Catalogue of Life.

## Bildgalleri

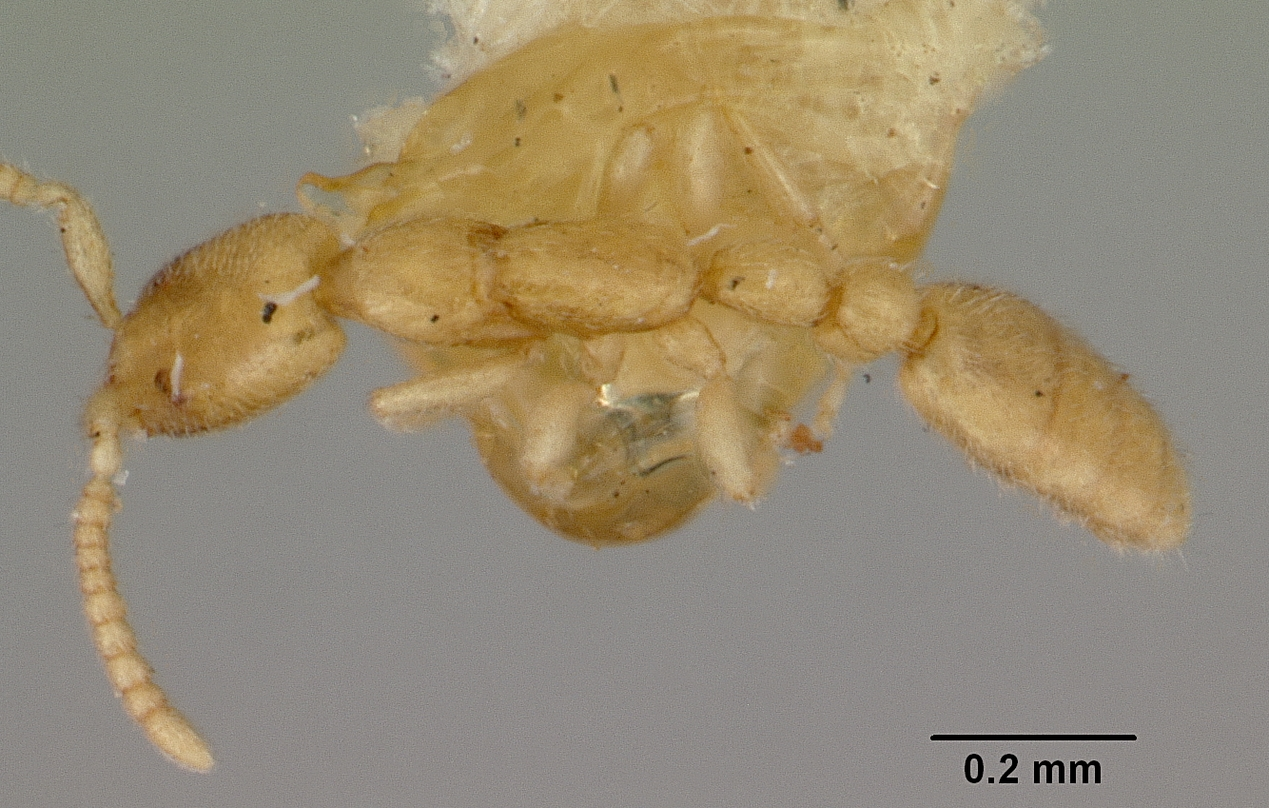
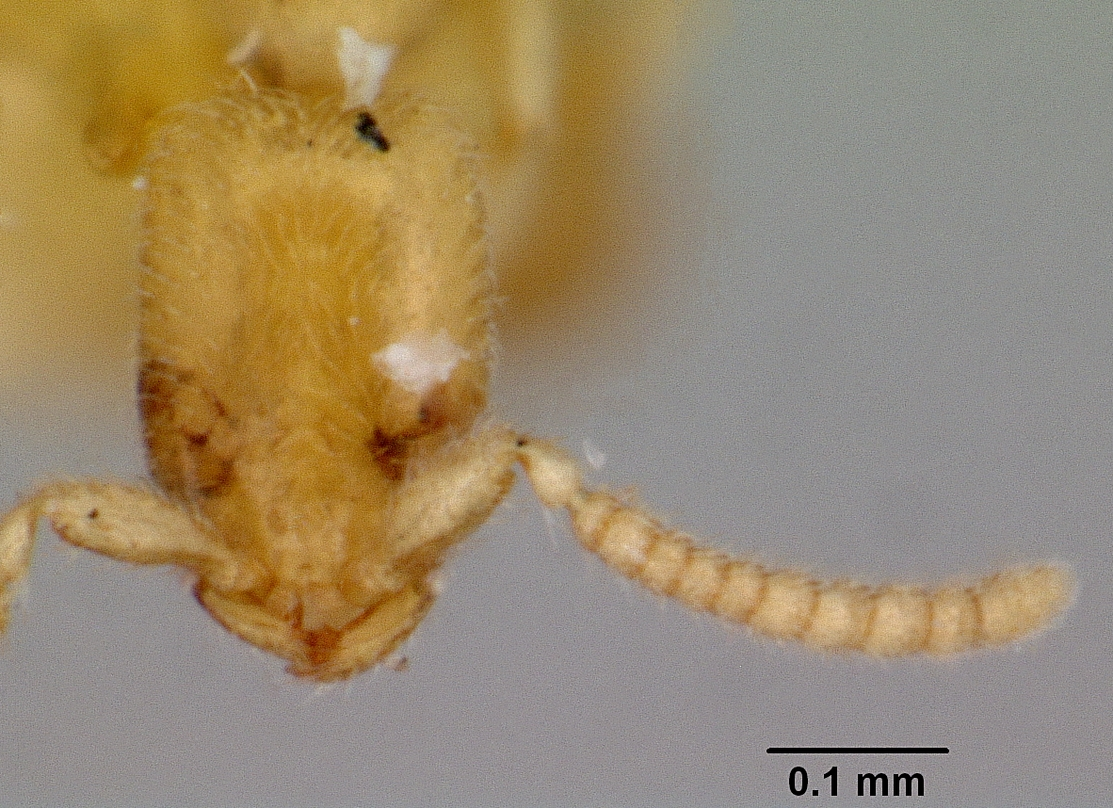
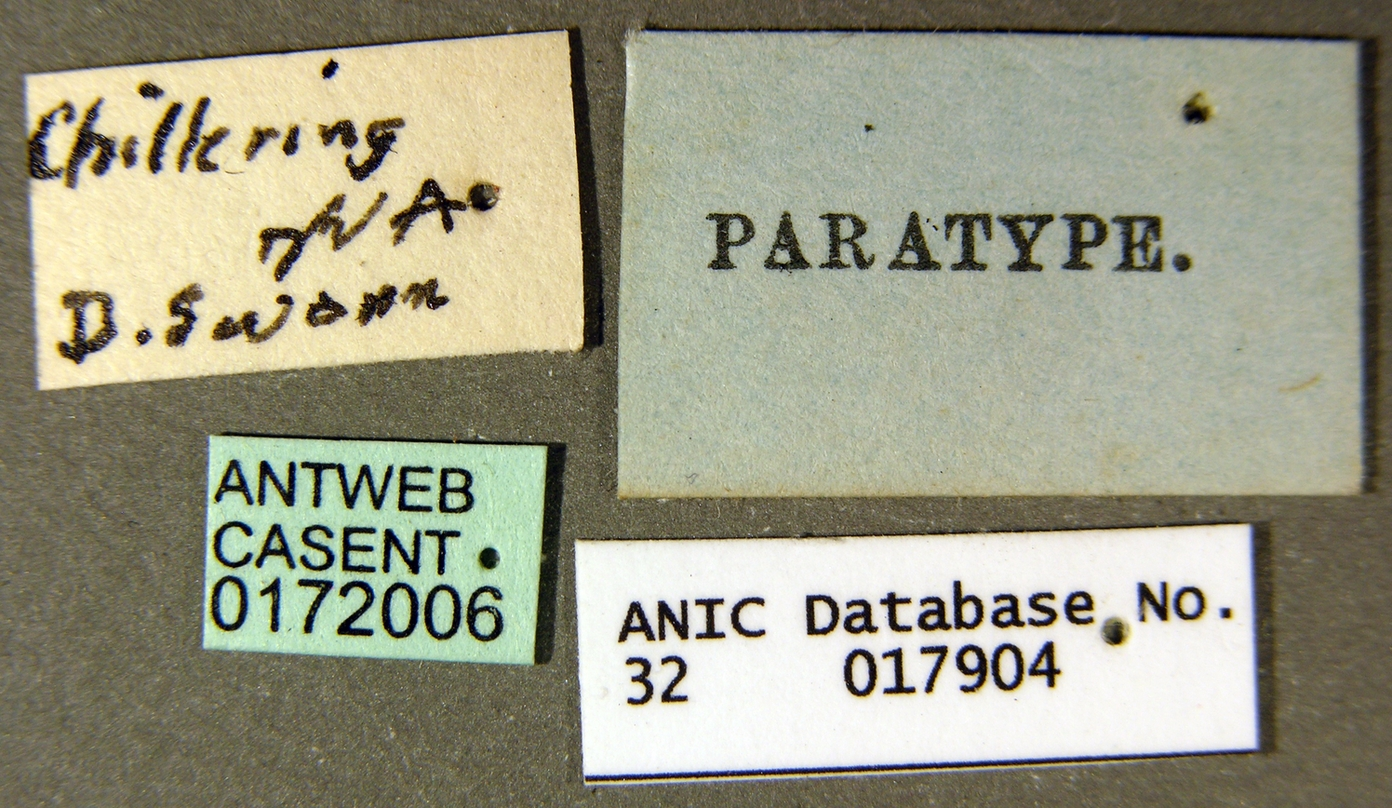
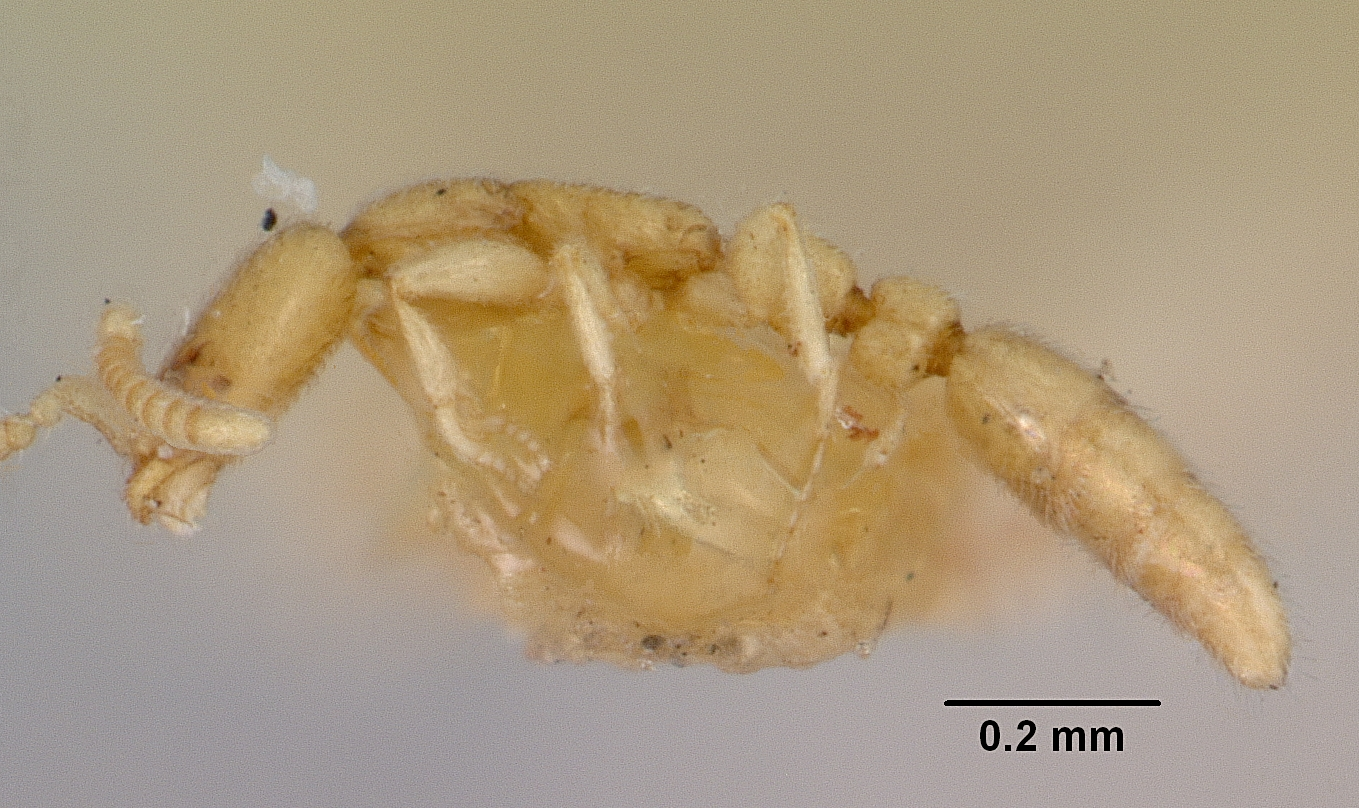
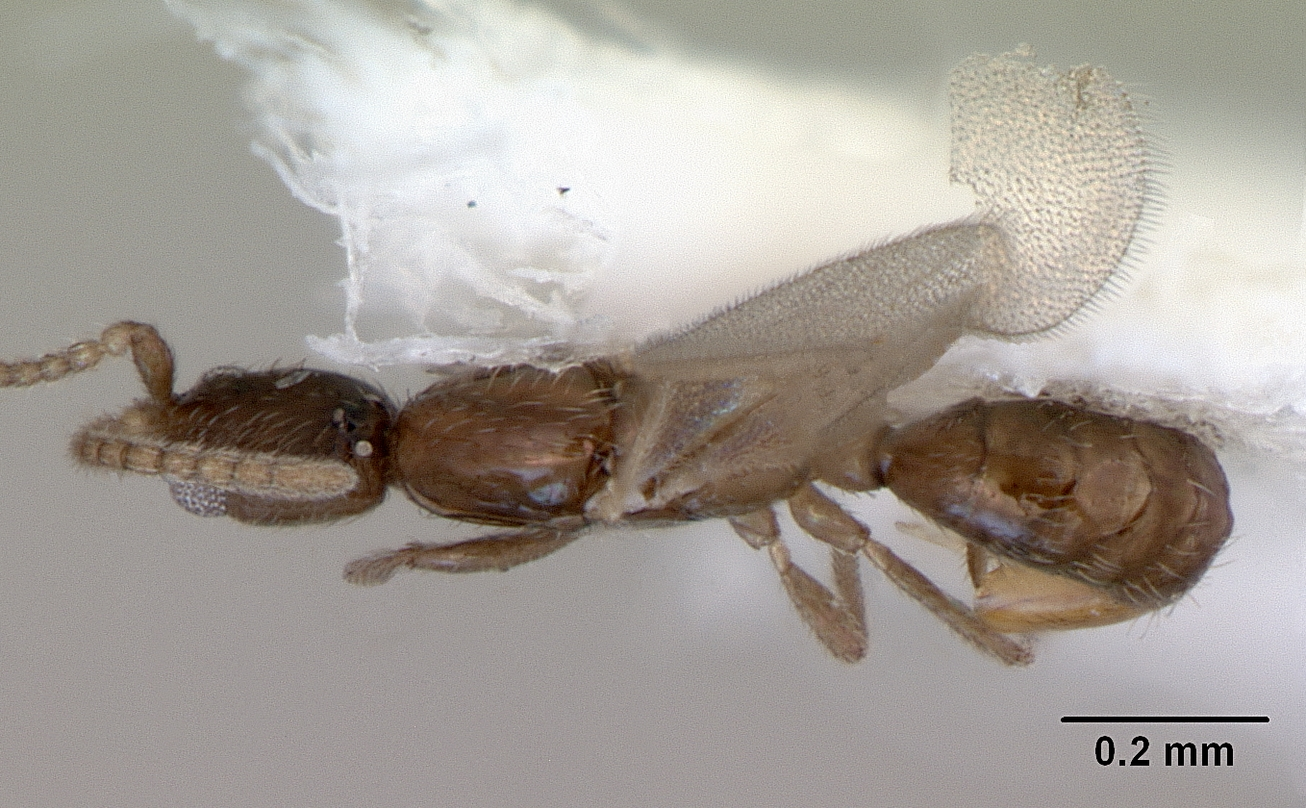
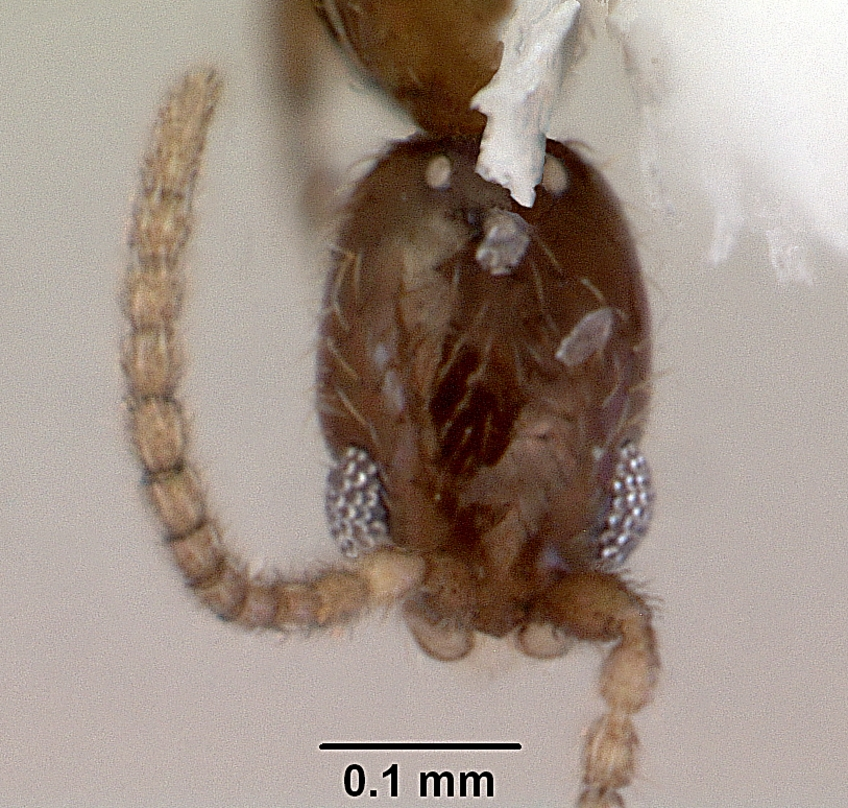